# Kościół Wschodu

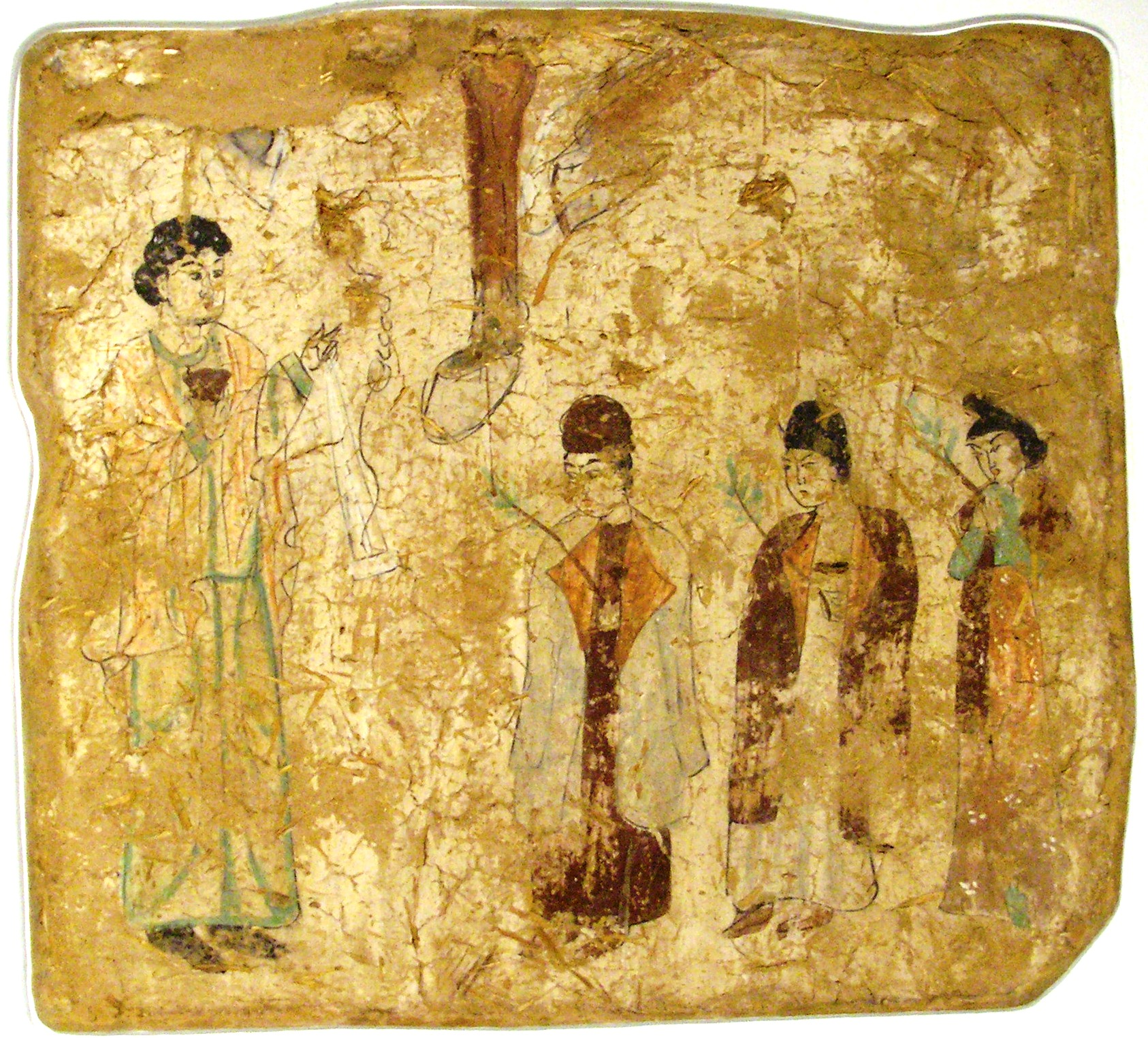
Kapłani nestoriańscy podczas procesji w Niedzielę Palmową na obrazie w chińskim kościele; VII lub VIII wiek za panowania dynastii Tang.

Kościół Wschodu (syr. ܥܕܬܐ ܕܡܕܢܚܐ ʿĒ(d)tāʾ d-Maḏn(ə)ḥāʾ) zwany także Kościołem nestoriańskim – chrześcijański kościół wschodni należący do tradycji syryjskiej. Początkowo jeden z wielu kościołów państwa perskich Sasanidów rozprzestrzenił się na Azję. Między IX a XIV wiekiem stał się największym z chrześcijańskich kościołów, jeśli chodzi o zasięg geograficzny – jego diecezje rozciągały się od Morza Śródziemnego do Chin i Indii.
Kościołowi Wschodu przewodzili patriarchowie, których rodowód wedle tradycji sięgał apostołów. Liturgicznie działał wedle rytu chaldejskiego, zaś teologicznie był powiązany z doktryną nestoriańską, kładącą nacisk na wyjątkowość boskiego i ludzkiego aspektu Jezusa. Doktryna oraz jej twórca, Nestoriusz (386–451) zostali potępieni przez sobór efeski w 431 roku, co doprowadziło do schizmy oraz ucieczki wielu zwolenników Nestoriusza do Persji. Zamieszkujący ten kraj chrześcijanie przyjęli uciekinierów i z czasem zaadaptowali ich poglądy przez co był często nazywany Kościołem Nestoriańskim.
Pod panowaniem Sasanidów liczebność wiernych rosła, a po podboju islamskim zostali uznani jako dhimmi i objęci ochroną. Od VI wieku nestorianie rozrośli się znacznie, zakładając społeczności w Indiach (Chrześcijanie Świętego Tomasza), Azji Środkowej (zwłaszcza wśród plemion mongolskich) i Chinach za panowania dynastii Tang. W wiekach XIII i XIV, pod panowaniem imperium mongolskiego nestorianie znaleźli się u szczytu ekspansji geograficznej.
Od XIV wieku rozpoczął się powolny upadek Kościoła Wschodu, wywołany wpływami zewnętrznymi. Imperium mongolskie rozpadło się na pomniejsze, często zwaśnione państwa, dynastia Ming obaliła potomków Kubiłaja-chana i wydaliła chrześcijan oraz innych obcych kulturowo (w tym manichejczyków), zaś wielu zamieszkujących Środkową Azję Mongołów przyjęło islam. Muzułmański przywódca Mongołów Timur Chromy (1336–1405) prawie do szczętu wytępił chrześcijan zamieszkujących Persję – chrześcijaństwo nestoriańskie zostało w wielkiej części ograniczone do Górnej Mezopotamii oraz Wybrzeża Malabarskiego. Schizma z XVI wieku wyłoniła odrębne kościoły – Asyryjski Kościół Wschodu, oraz pozostające w unii ze Stolicą Apostolską Kościół chaldejski i kościoły wschodnie.

## Organizacja i struktura
Głowa kościoła, patriarcha, nosił także tytuł katolikosa. Podobnie jak w wyznaniach, z których wyewoluował ordynacja dzieliła kler na trzy tradycyjne stopnie – diakona, kapłana (lub prezbitera) oraz biskupa. Jeśli chodzi o podział terytorialny również nie było różnic: diecezje, na czele których stał biskup, złożone z parafii kierowanych przez kapłanów. Diecezje zorganizowane były w prowincje pod przywództwem metropolitów, których pozycja odgrywała znaczącą rolę w funkcjonowaniu całego Kościoła – kanonicznie tylko oni posiadali władzę konsekrowania patriarchów. Patriarchowie stawali na czele swojej prowincji.
Przez większość historii Kościół posiadał sześć „prowincji wewnętrznych” w Mezopotamii i zachodniej Persji, oraz różną liczbę „prowincji zewnętrznych”; większość z tych ostatnich była ulokowana w państwie Sasanidów, a później Kalifatu, jednak początkowo były zakładane także na pograniczu. Do X wieku Kościół posiadał ich od 20 do 30, w tym Chiny i Indie. Chińskie prowincje zostały utracone w XI wieku – podobny los czekał inne forpoczty nestorianizmu. Jednak w XIII wieku, pod panowaniem Mongołów, Kościół stworzył dwie metropolie w północnych Chinach, wśród Tangutów i Katajów.

## Nestorianizm

W myśl doktryny nestoriańskiej, ludzki i boski pierwiastek Jezusa są oddzielne.

Kościół Wschodu opierał się na nestorianizmie, doktrynie chrystologicznej stworzonej przez Nestoriusza, patriarchę Konstantynopola (428-431), która kładzie nacisk na brak jedności, między ludzką a boską naturą Jezusa.
Doktryna reprezentowała kulminację myśli filozoficznej rozwiniętej przez uczonych szkoły antiocheńskiej, a zwłaszcza mentora Nestoriusza, Teodora z Mopsuestii. Źródłem kontrowersji było zakwestionowanie tytułów "bogurodzicy" (gr. Θεοτόκος, Theotokos, „Bogu-rodzica”, theos, 'Bóg', tikto, 'rodzić') oraz "człowiekurodzicy" (anthropotokos) opisujących w dyskusjach Marię z Nazaretu. Nestoriusz twierdził, iż Jezus posiadał dwie, luźno powiązane natury – boskie logos oraz ludzkie Jezus – zaproponował zatem, by Marię określać tytułem Christotokos („rodzicielka Chrystusa”). Propozycja wywołała falę krytyki wśród przywódców chrześcijańskich, z których największym przeciwnikiem stał się Cyryl patriarcha Aleksandrii – jego stanowisko doprowadziło do zwołania soboru efeskiego (431), który potępił Nestoriusza i złożył go ze stolca patriarchy. Doktryna została obłożona anatemą, potwierdzoną przez sobór chalcedoński (451). Mimo to, wielu wiernych, zwłaszcza z kościołów powiązanych ze szkołą edeską w Mezopotamii popierało Nestoriusza przez co władze świeckie poddały ich prześladowaniom, doprowadzając do masowej migracji poza granice Cesarstwa Rzymskiego – do Persji. Szkoła z Edessy przeniosła się ponownie do perskiego Nisibisu.
Chociaż termin „nestorianie” był początkowo czysto teologicznym określeniem odnoszącym się do zwolenników doktryny, dość prędko wszystkie kościoły z nią powiązane zostały ochrzczone mianem „kościoła nestoriańskiego” bez uwagi na różnice. Choć na zachodzie używany lekceważąco w stosunku do Kościoła Wschodu, jako wywodzącego się z idei heretyckiej, uczeni od wieków średnich używali go w znaczeniu neutralnym i konwencjonalnym, jako określenia dla rytu wiary. Wśród innych określeń znaleźć można: „Kościół perski”, „syryjski” lub „syriacki” (często wyróżniany jako wschodni syryjski/ syriacki), a od XX wieku „asyryjski”.
W czasach współczesnych niektórzy uczeni starają się unikać powyższego określenia stosując raczej „Kościół Wschodu” lub jego zamienne. Wywołane jest to negatywnymi konotacjami oraz sugerowaniem powiązań z nestorianizmem głębszych niż faktycznie istniejące. Jak powiedzieli Wilhelm Baum i Dietmar Winkler: „Nestoriusz nie był nestorianinem” z punktu widzenia doktryny. Od samego początku nie wszystkie kościoły nazywane „nestoriańskimi” stosowały się do tej ideologii; w Chinach nie stwierdzono, aby w którymkolwiek z pism odnoszono się do Jezusa, jako istoty o dwóch naturach.
Praca z 2000 roku zatytułowana The Ecclesiastical Organisation of the Church of the East, 1318-1913 („Eklezjastyczna organizacja Kościoła Wschodu, 1318-1913”) wyjaśnia w pierwszym rozdziale:

Terminologia używana w tej pracy zasługuje na słowo wyjaśnienia. Dotychczas Kościół Wschodu był zwykle nazywany „nestoriańskim”, zaś chrześcijanie wschodniosyryjscy „nestorianami” lub (dla grupy katolickiej po schizmie z 1552 roku) „chaldejczykami”. W okresie opisywanym przez niniejszą pracę słowo „nestoriański” było używane zarówno jako termin obelżywy przez przeciwników tradycyjnej wschodniosyryjskiej teologii, jak i termin nobilitujący przez jej obrońców (w tym Abdiszu z Nisibisu w 1318 roku, mosulskiego patriarchę Eliasza X Jochanana w 1672, czy konackiego patriarchę Szymona XVII Abrahama w 1842), oraz neutralny i konwencjonalny przez innych. Obecnie uważa się, iż nosi on stygmat i odradza się jego użycie studiującym historię Kościoła Wschodu. Zgodnie z tą tezą neutralny przymiotnik „wschodnisyryjski” był używany w każdej instancji, zaś „tradycjonalistyczny”, aby rozróżnić nie-katolicką gałąź po schizmie z 1552 roku. Współczesny termin „asyryjski”, często używany w tym samym znaczeniu, był nieznany w okresie opisywanym przez tę pracę, przez co został pominięty.”

Asyryjski Kościół Wschodu unikał określenia „nestoriański”. Obecna głowa, katolikos-patriarcha Dinkha IV Khanania wyraźnie odrzucił termin podczas swojej konsekracji w 1976 roku.

## Pisma
Z Peszitty (w niektórych wypadkach lekko zmienionej i uzupełnianej) jako ujednoliconej Biblii syryjskiej korzystają kościoły syryjskiej tradycji: Syryjski Kościół Ortodoksyjny, Kościół katolicki obrządku syryjskiego, Asyryjski Kościół Wschodu, Starożytny Kościół Wschodu, Malankarski Kościół Ortodoksyjny, Kościół chaldejski, Kościół maronicki, Syromalabarski Kościół katolicki i Syromalankarski Kościół katolicki.
Stary Testament został przetłumaczony z języka hebrajskiego, choć data i okoliczności tego wydarzenia nie są jasne. Tłumaczami mogli być mówiący po syryjsku Żydzi, lub wcześni chrześcijańscy konwertyci. Tłumaczenia mogły być wykonywane oddzielnie dla każdego tekstu, a całość została ukończona prawdopodobnie około II wieku.
Nowy Testament Peszitty, oryginalnie nie zawierający kilku ksiąg (2. List Piotra, 2. List Jana, 3. List Jana, List Judy i Apokalipsa świętego Jana) stał się standardem na początku V wieku.

## Okres partyjsko-sasanidzki
Chrześcijanie tworzyli gminy obok społeczności mówiących w językach wschodnioaramejskich w Mezopotamii już w I wieku, za czasów królestwa Partów. W III wieku tereny te zostały podbite przez perskie państwo Sasanidów (stając się prowincją Asuristanu) – liczne gminy chrześcijańskie znajdowały się już wówczas w Górnej Mezopotamii, Elamie oraz Farsie. Kościół Wschodu łączy swoje początki z ewangeliczną działalnością apostołów Addaja, Mariego oraz Tomasza, jednak struktura oraz przywództwo nie zostały zorganizowane do czasu założenia diecezji w Seleucji-Ktezyfonie, której biskup był uznawany za katolikosa. Pozycja została około roku 280 wzbogacona tytułem patriarchy.
Te wczesnochrześcijańskie wspólnoty były zasilane w IV i V wieku przez deportacje współwyznawców z terenów cesarstwa rzymskiego. Pomimo tego Kościół perski był prześladowany, zwłaszcza za panowania Szapura II, przez zaratusztriańską większość oskarżającą o sprzyjanie Rzymowi. Rozrósł się znacząco za Sasanidów, jednak prześladowania doprowadziły do odłączenia się od innych Kościołów chrześcijańskich w 424 roku.
Schizma nestoriańska doprowadziła do dalszych migracji chrześcijan na tereny państwa perskiego – tamtejszy Kościół zaczął sprzyjać nestorianom, do czego zachęcała zaratusztriańska klasa rządząca. Przez kilka następnych dziesięcioleci jego doktryna stawała się coraz bardziej nestoriańska, powiększając rozłam między chrześcijaństwem rzymskim a nestorianami. W 486 roku metropolita Nisibisu Barsauma publicznie zaakceptował Nestoriuszowego mentora, Teodora z Mopsuestii jako autorytet duchowy. W 489 roku mezopotamska szkoła edeska została zamknięta przez cesarza Zenona za wykładanie nauk potępionych soborem efeskim i chalcedońskim – teologowie z nią związani przenieśli się ponownie do Nisibisu, a wraz z nimi ruszyła kolejna fala emigrantów. Patriarcha Aba I (497-502), potwierdził i umocnił duchowe przywództwo Teodora, potwierdzając adaptację nestorianizmu przez Kościół.
Mocno osadzony w perskim imperium, z centrami w Nisibisie, Ktezyfonie i Gundeszapurze oraz kilkoma metropoliami, Kościół Wschodu zaczął rozprzestrzeniać się poza granice państwa Sasanidów. VI wiek, jednak, pełen był wewnętrznych sporów i ponownych prześladowań ze strony zaratusztrian. Wewnętrzne tarcia doprowadziły do schizmy, trwającej od 521 do 539 roku. Problemom nie było jednak końca, gdyż rzymsko-perska wojna wywołała kolejną falę prześladowań, której przewodził król Chosrow I. Kościół przetrwał te burzliwe czasy pod panowaniem Aby I, będącego konwertytą z zaratusztrianizmu.
U krańca V i w połowie VI wieku w skład terenów zajmowanych przez nestorian wchodziły „wszystkie kraje na wschód i leżące na bliskim zachodzie od Eufratu” – Persja, Egipt, Syria, Półwysep Arabski, Sokotra, Mezopotamia (Asyria i Babilonia), Media, Baktria, Hyrkania oraz Indie. W hierarchii poniżej patriarchów znajdowali się metropolici; kler nestoriański był obecny wśród Hunów, w Persarmenii, na wyspie Dioscoris i Oceanie Indyjskim.

## Panowanie islamskie
Po podbiciu Persji przez Arabów w 644 roku i ustanowieniu Kalifatu, Kościół Wschodu został uznany za mniejszość dhimmi. Jak inne chrześcijańskie i żydowskie grupy o podobnym statusie, jego zasięg został ograniczony do granic kalifatu, ale dzięki temu wyznawcy zyskali ochronę potężnego aparatu państwowego. Nestorianom nie wolno było uprawiać prozelityzmu lub próbować nawracać muzułmanów, ale poza tym misjonarze mieli całkowicie wolną rękę – dzięki ich wysiłkom założono diecezje w Indiach i Egipcie, mimo silnego zakorzenienia monofizytów, a także w Azji Centralnej, gdzie nową wiarę przyjęło wielu Tatarów. Misjonarze wypracowali także mocną pozycję w Chinach dynastii Tang – jednym ze źródeł jest stela z Xi’an, opisująca misję perskiego prozelity Alopena, przynoszącego nową wiarę w 635 roku. W VII wieku kościół nestorian miał dwóch arcybiskupów i ponad 20 biskupów na wschód od granicy Iranu na rzece Oksus.
Patriarcha Tymoteusz I, żyjący w czasach kalifa Haruna ar-Raszida kładł szczególny nacisk na ekspansję Kościoła. Jest znany z konsekracji metropolitów działających w Damaszku, Armenii, azerbejdżańskich miastach Dailam i Gilan, Reju w Tabaristanie, Sarbazie w Segestanie, wśród ludów tureckich z Azji Środkowej, w Chinach, a nawet Tybecie. Jego zasługą jest odłączenie Indii od metropolitalnej prowincji Fars i utworzenia oddzielnej metropolii. Do X wieku Kościół Wschodu posiadał liczne diecezje rozciągające się od Kalifatu do Chin i Indii.

## Ekspansja

Prowincje kościelne w X wieku.

Kościół Wschodu posiadał prężną rzeszę misjonarzy, którzy z Persji udawali się na wschód i odnosili sukcesy w nawracaniu ludności w Indiach, wśród Mongołów, docierając także do Chin i Korei.

### Indie
Nestorianizm dotarł do Indii dość wcześnie, stając się religią Chrześcijan Tomasza Apostoła na wybrzeżu malabarskim około VI wieku. Niezależnie od tego, czy chrystianizacja Indii była połączona z nestoriańskimi misjonarzami, czy też może (zgodnie z nazwą) łączy się z działalnością Tomasza Apostoła, jej koneksje z Kościołem Wschodu pozostały bardzo silne. Wpływ na to miały liczne migracje syryjskich chrześcijan na wybrzeże malabarskie w IX wieku. Po VIII wieku społeczności chrześcijan Tomasza zostały zorganizowane jako prowincja kościelna.
W XII wieku indyjskimi nestorianami, wedle zachodnich podań, rządził Ksiądz Jan. Geograficznie odległy Kościół malabarski przetrwał rozpad nestoriańskiej hierarchii, trwając w niezmiennej postaci do pojawienia się w Indiach Portugalczyków w XVI wieku. Początkowo najeźdźcy zaakceptowali nestorian, jednak pod koniec stulecia rozpoczęli intensywne działania mające włączyć ich pod panowanie Kościoła łacińskiego; lokalne diecezje zostały podporządkowane katolickim biskupom. Synod diamperski z 1599 roku, przewodzony przez arcybiskupa Goi, Aleixa de Menezesa, doprowadził do rewolty; większość indyjskich chrześcijan zerwała z Kościołem katolickim i przysięgła nigdy nie podporządkować się Portugalczykom. W 1661 rok papież Aleksander VII wysłał delegację karmelitów przewodzoną przez katolików chaldejskich, aby odtworzyła ryt wschodniosyryjski pod hierarchią wschodniokatolicką. Rok później 84 ze 116 wspólnot dołączyło do nowego Kościoła syromalabarskiego. Reszta stała się Kościołem malankarskim, który połączył się z Syryjskim Kościołem Ortodoksyjnym. Z Kościoła malankarskiego wywodzi się także Syromalankarski Kościół katolicki.

### Chiny

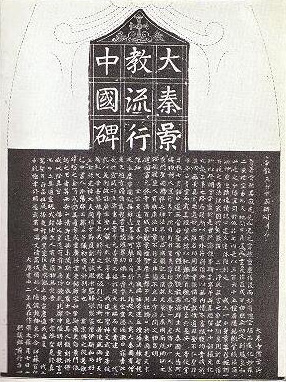
Stela z Xi’an, wykuta w 781 roku, opisuje pojawienie się chrześcijaństwa nestoriańskiego w Chinach.

Chrześcijaństwo dotarło do Chin w 635 roku, a zabytki z nim związane można znaleźć w wielu miastach. Stela z Xi’an wzniesiona 7 stycznia 781 roku w ówczesnej stolicy Chang’an, przypisuje przyniesienie nowej wiary w 635 roku Alopenowi, za panowania Tang Taizonga z dynastii Tang. Inskrypcja na steli, wspominająca o patriarsze Chnaniszu II (773-80), wymienia także imiona kilku wybitnych chrześcijan chińskich, w tym metropolitę Adama, biskupa Jochanana, „biskupów wiejskich” Jazdbuzyda i Sergiusza, jak również arcydiakonów Gigoja z Chumdanu (Chang’an) i Gabriela z Saragu (Luoyang). Wymienione są także imiona około 70 mnichów.
Nestorianizm kwitł w Chinach przez około 200 lat do czasu prześladowań cesarza Tang Wuzonga (840-846). Ukrócił on praktyki wszystkich obcych religii (w tym buddyzmu i chrześcijaństwa) – syryjski mnich, odwiedzający Chiny kilkadziesiąt lat po jego panowaniu opisywał kościoły w stanie ruiny. Kościół Wschodu zniknął z Chin na początku X wieku, w tym samym czasie, kiedy upadła dynastia Tang i rozpoczął się okres „Pięciu Dynastii i Dziesięciu Królestw”.
Chińskie chrześcijaństwo przeżyło okres znaczącego odrodzenia za panowania mongolskiej dynastii Yuan; Marco Polo, Benedykt Polak oraz inni podróżujący na Daleki Wschód w XIII wieku opisywali liczne nestoriańskie społeczności w Chinach i Mongolii; można z pewnością założyć, iż nie były tak liczne i prężnie działające jak za czasów Tangów.

### Mongołowie
Kościół Wschodu doświadczył ostatniego okresu rozwoju pod panowaniem mongolskim. Niektóre z plemion przeszły na nestorianizm w VII wieku za sprawą misjonarzy i chrześcijaństwo odgrywało znaczącą rolę w imperium mongolskim. Czyngis-chan był wyznawcą Tengriego, jednak jego synowie pożenili się z chrześcijańskimi kobietami z klanu Kereitów. Za panowania wnuka Czyngisa, Mongkego, nestorianizm miał znaczący wpływ na imperium; zawitał również do rządzonych przez mongolską dynastię Yuan Chin. W XIII wieku Kościół Wschodu osiągnął swój największy zasięg geograficzny. Jednak, państwo mongolskie rozpadło się na mniejsze, zwaśnione twory, a momentem przełomowym było przejście na islam ilchanidzkiego władcy Mahmuda Ghazana.

### Jerozolima i Cypr
Raban Bar Sauma oraz jego uczeń Markos planowali początkowo swoją podróż na zachód jako pielgrzymkę do Jerozolimy, co może oznaczać, że w mieście znajdowała się nestoriańska społeczność. Jak wskazują relacje ówczesnych franciszkanów w latach 1348-1575 nestorianie byli obecni przy bazylice Grobu Świętego. We Famaguście na Cyprze założona została nestoriańska społeczność tuż przed 1300 rokiem; jej kościół został zbudowany około 1339 roku.

## Schizma i późniejsza historia

### Upadek prowincji zewnętrznych
"Zewnętrzne prowincje” Kościoła Wschodu, z wyjątkiem Indii, upadły podczas drugiej połowy XIV wieku. Nie wiadomo do końca jakie przyczyny doprowadziły do rozpadu nestoriańskich diecezji w Azji Środkowej (które najprawdopodobniej nigdy nie podniosły się ze zniszczeń jakie zadali im Mongołowie wiek wcześniej), ale przypuszcza się, że prześladowania, choroby i izolacja odegrały tu najważniejszą rolę.
Winą za zniszczenie nestoriańskich społeczności na wschód od dzisiejszego Iraku oskarża się najczęściej Timura Chromego, którego kampanie militarne pod koniec XIV wieku rozpętały chaos na terenach Persji i Azji Środkowej, jednak chrześcijaństwo w niektórych częściach Azji wymarło na długo przed przemarszami jego wojsk. Ślady z Azji Środkowej, groby z datami świadczą, iż kryzys kościelny miał miejsce raczej w latach 40. niż 90. XIV wieku. Ówcześni obserwatorzy, w tym papieski poseł Giovanni z Marignolli, opisują przypadek morderstwa łacińskiego biskupa w 1339 lub 1340 roku przez muzułmański tłum w Ałmałyk, głównym mieście mongolskich Tangutów i idący za tym brutalny prozelityzm islamski.
Pod koniec XIX wieku odnaleziono ostatnie nagrobki na dwóch wschodniosyryjskich cmentarzach w Mongolii. Wyryto na nich daty 1342 oraz 1338, wspominając o szalejącej epidemii dżumy. Ostatnie ślady nestorianizmu w Chinach pochodzą z lat 50. XIV wieku. Chrześcijanie zostali najpewniej wypędzeni po rewolucji z 1368 roku, która zastąpiła mongolską dynastię Yuan dynastią Ming.
W wieku XV chrześcijaństwo nestoriańskie zostało zamknięte w północnej Mezoptamii, w trójkącie wyznaczonym przez Mosul oraz jeziora Wan i Urmia. Małe wspólnoty istniały dalej na zachód, zwłaszcza w Jerozolimie i na Cyprze, jednak chrześcijanie malabarscy z Indii pozostali jedyną znaczącą siłą niegdyś potężnego Kościoła Wschodu

### Schizma
W połowie XV wieku patriarcha Szymon IV Basidi uczynił swój urząd dziedzicznym (z wuja na bratanka). Ta praktyka szybko zaowocowała brakiem spadkobierców i doprowadziła do schizmy. Szymon VII Iszujab na początku pontyfikatu mianował swojego dwunastoletniego bratanka Chnaniszu na następcę, co wywołało wielkie wzburzenie wśród biskupów. Parę lat później Chnaniszu zmarł i patriarcha mianował następcą swojego piętnastoletniego brata Eliasza, późniejszego Eliasza VII. Te zmiany połączone z zarzutami nieprawości wywołały niezadowolenie w kościele i w 1552 roku Szymon VII Iszujab stał się tak niepopularny, że grupa biskupów, głównie z Amidy, Siirtu i Salmasu wybrała mnicha Jochanana Sulakę z monastyru Rabban Hormizd na nowego patriarchę. Jednak wśród schizmatyków nie było ani jednego metropolity, który mógłby konsekrować przywódcę zgodnie z prawem kanonicznym. Franciszkańscy misjonarze, od lat pracujący wśród nestorian, przekonali popleczników Sulaki, aby legitymizował swój urząd z rąk papieża Juliusza III.
Sulaka udał się do Rzymu, gdzie przyjął wiarę katolicką i zaprezentował list spisany przez popleczników w Mosulu, pozwalający mu uznawać się za patriarchę. 9 kwietnia 1553 roku Sulaka został konsekrowany na biskupa i arcybiskupa w bazylice Świętego Piotra. 28 kwietnia został uznany „patriarchą Mosulu” w bulli Divina disponente clementia i otrzymał od papieża paliusz podczas sekretnego konsystorzu. Te wydarzenia wyznaczają początek Kościoła chaldejskiego i tworzą permanentną schizmę w Kościele Wschodu.
Sulaka, konsekrowany na patriarchę Mosulu w Rzymie powrócił do Mezopotamii pod koniec roku. W grudniu otrzymał od tureckich władz dokumenty uznające go za niezależnego patriarchę „chaldejskiego”; w 1554 roku podczas pobytu w Amidzie konsekrował pięciu metropolitalnych biskupów (na diecezje Gazarty, Hasankeyfu, Amidy, Mardinu i Siirtu).
Szymon VII Iszujab zrewanżował się konsekrując kolejnych dwóch nieletnich członków rodziny na metropolitów Nisibisu i Gazarty. Przekonał do siebie także zarządcę Amidijji, który zaprosił Sulakę do miasta, a następnie uwięził i skazał na śmierć w styczniu 1555 roku.

### Biskupstwa w Kodchanisie, Amidzie, i Alkuszu

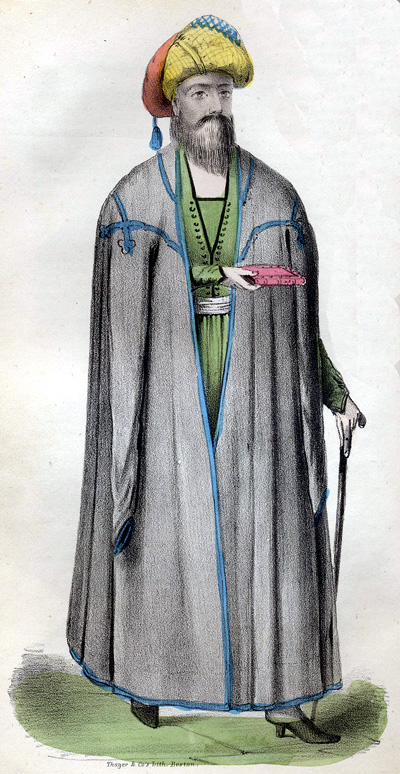
Eliasz (Mar Eliya), nestoriański biskup urmijskiej wioski Geogtapy, ok. 1831. Rycina pochodzi z dzieła Justina Perkinsa „A Residence of Eight Years in Persia among the Nestorians, with Notes of the Mohammedans”.

Koneksje z Rzymem osłabły podczas pontyfikatów następców Szymona VIII Sulaki. Ostatni patriarcha formalnie uznany przez papieża zmarł w 1600 roku i ponownie wprowadzono dziedziczność urzędu przez co już w 1660 roku Kościół Wschodu podzielił się na dwa patriarchaty – linię Eliasza, rezydującą w Alkuszu (nie połączoną z Rzymem) oraz linię Szymona. W 1672 roku patriarcha Szymon XIII Dincha przeniósł stolicę do Kodchanisu w górach Hakkari.
Na zachodzie dla patriarchatu chaldejskiego rozpoczął się renesans, kiedy w tym samym roku Józef I, ówczesny metropolita Amidy wszedł w pełną interkomunię z papiestwem, odseparowując się od patriarchów alkuskich. W 1681 roku stolica apostolska przyznała mu tytuł „patriarchy chaldejczyków pozbawionych patriarchy”, jako przywódcy tych wiernych, którzy pozostali w unii z Rzymem; utworzyło to trzeci patriarchat Kościoła Wschodu.

### Dynastia jozefickaz Amidy
Wszyscy następcy Józefa I przyjmowali jego imię. Losy tej hierarchii były skomplikowane – przywództwo było nieustannie kwestionowane przez tradycjonalistów, a wierni zostali obłożeni podatkami przez osmańskie władze. Pomimo to wpływ patriarchatu rozprzestrzenił się z pierwotnych miast Amidy i Mardinu na Mosul, gdzie przeniesiona została stolica.
Jochanan VIII Hormizd, ostatni z linii Eliasza w Alkuszu dokonał wyznania wiary katolickiej w 1780 roku. Wszedł w pełną interkomunię z Rzymem w 1804 roku, jednak za patriarchę został uznany dopiero w 1830 roku. To połączyło patriarchat alkuski z linią jozefitów z Amidy, tworząc współczesny Kościół chaldejski.
Linia Szymona z Kodchanisu, której zasięg rozciągał się głównie na północne góry, pozostała niezależna od chaldejczyków – patriarchat współczesnego Asyryjskiego Kościoła Wschodu z siedzibą w Irbilu to kontynuacja owej linii.

### Wiek XX
Asyryjski Kościół Wschodu przeszedł kolejną schizmę w 1898 roku, kiedy jeden z biskupów wraz z poplecznikami z Urmii wszedł w unię z Rosyjskim Kościołem Prawosławnym, a następnie w 1964 roku, gdy tradycjonaliści, w odpowiedzi na reformy patriarchy Eszaja Szymona XXIII, utworzyli niezależny Starożytny Kościół Wschodu.
Obecnie Kościół Asyryjski liczy około 170 tysięcy członków, z których większość żyje w Iranie, Iraku i Syrii. Patriarchat Asyryjskiego Kościoła Wschodu znajduje się w Irbilu, natomiast stolica Starożytnego Kościoła Wschodu znajduje się w Bagdadzie.